# Миропия
Миро́пия, Миро́па (греч. Μυρόπη, Μυρώπη, от др.-греч. μυροποιός — «приготовляющая благовония») — женское имя греческого происхождения. При написании на греческом языке схоже, но не одинаково с другим женским именем — Меропа (греч. Μερόπη), известным из мифологии.

## Известные носители
- Миропия Хиосская — мученица.
- Миропия (Аденкова) (1766—1829[3]) — монахиня Тамбовского Вознесенского женского монастыря[4].
- Миропия (Мирра) Лот-Бородина  (1882-1954) -первая православная женщина-богослов, дочь  Ивана Парфеньевича Бородина.